# Marici (bouddhisme)
Pour les articles homonymes, voir Marici (homonymie).

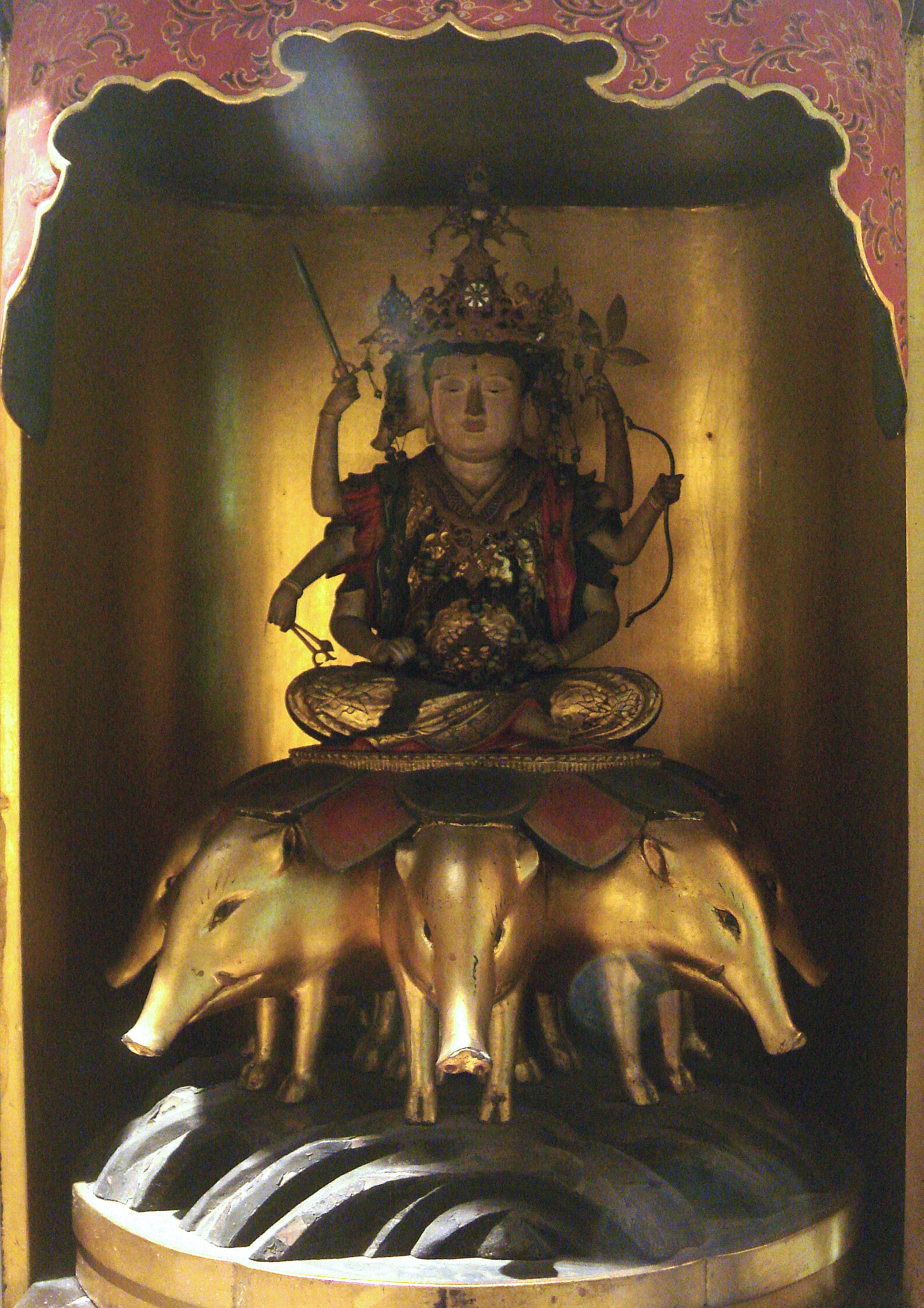
Représentation de la déesse Marici

Dans le bouddhisme mahāyāna et vajrayāna, Marīcī est la déesse du paradis, de la lumière et du soleil. Elle est connue sous le nom de Özer Chenma (tibétain : འོད་ཟེར་ཅན་མ།, Wylie : 'od zer can ma) au Tibet, Molizhitian Pusa (摩利支天菩萨) en Chine et Marishi-ten (摩利支天) au Japon.

## Iconographie
Marīcī est souvent représentée comme une belle femme. On la trouve souvent assise dans une fleur de lotus. Le lotus étant lui-même parfois porté par sept cochons. Certains artistes la représentent comme une divinité féroce, perchée sur le dos d'un sanglier ou encore conduisant un chariot tiré par sept sangliers, ou sept cochons. On la trouve aussi parfois armée de multiples armes, comme des lances ou encore des arcs.

## Origines
Ses origines sont obscures et mal connues. En effet, elle apparaît comme une sorte d'amalgame des croyances hindoues et iraniennes.
Son origine se trouve dans les premières écritures indiennes telles que les Lois de Manu et les Puranas, où Marichi est l'un des 10  Prajapatis ou parents primordiaux. 
Le Kangyur contient un soutra appelé "Le noble Dharani de Marici". Court, sa récitation a pour but la protection contre les dangers, les maladies, les nuisances, l'adversité.  

### Au Tibet

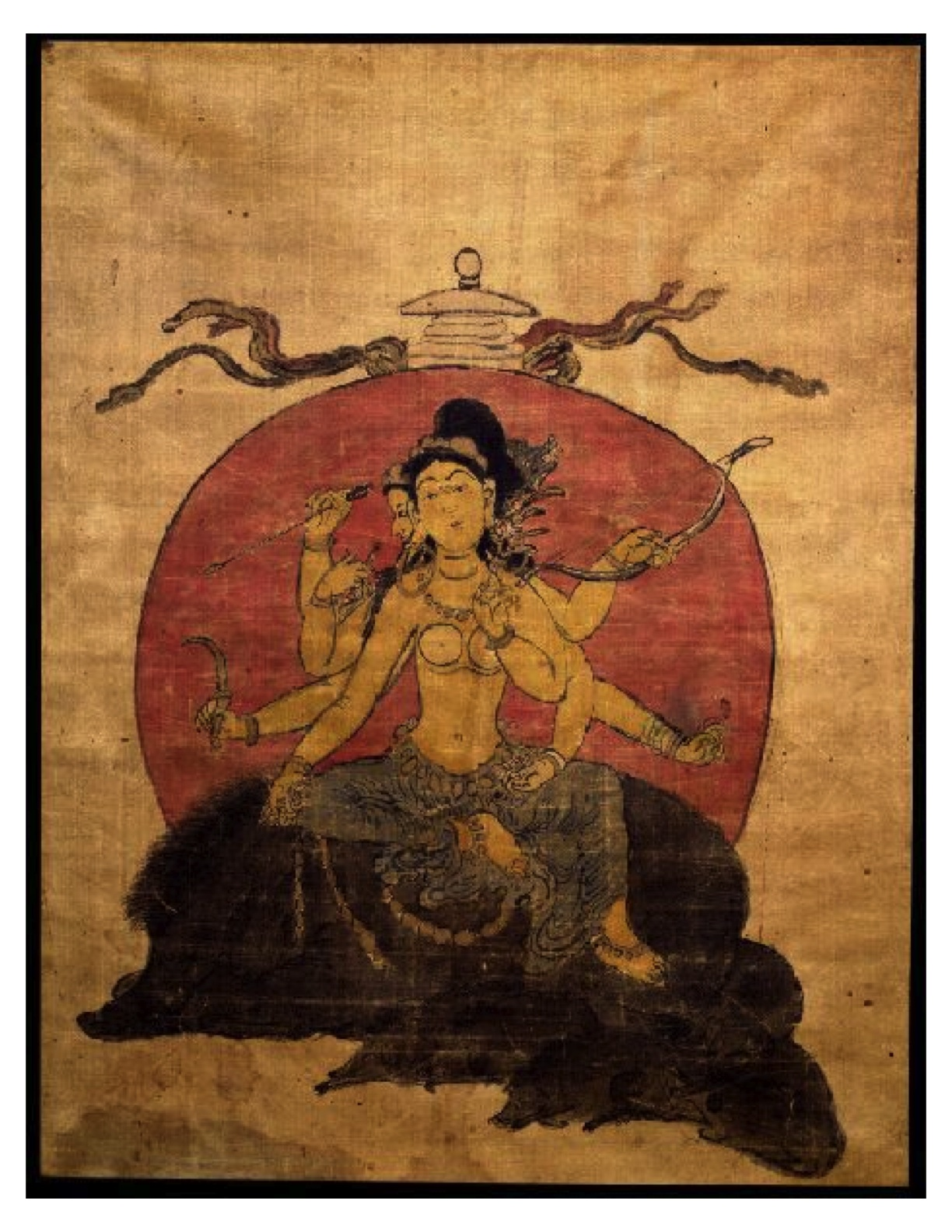
Marichi, Kalpoktam par Chöying Dorje, XVIIe siècle

L'aspect « éclairant » de Marichi  (Ozer Tchenma : Reine de Lumière) est soulignée dans un thangka du 10e Karmapa du XVIIe siècle où elle est couronnée par un stupa, et est assise sur une grande truie et ses sept porcelets. La liturgie Sakyapa souligne sa capacité à dissiper les craintes de la nuit.

### En Chine

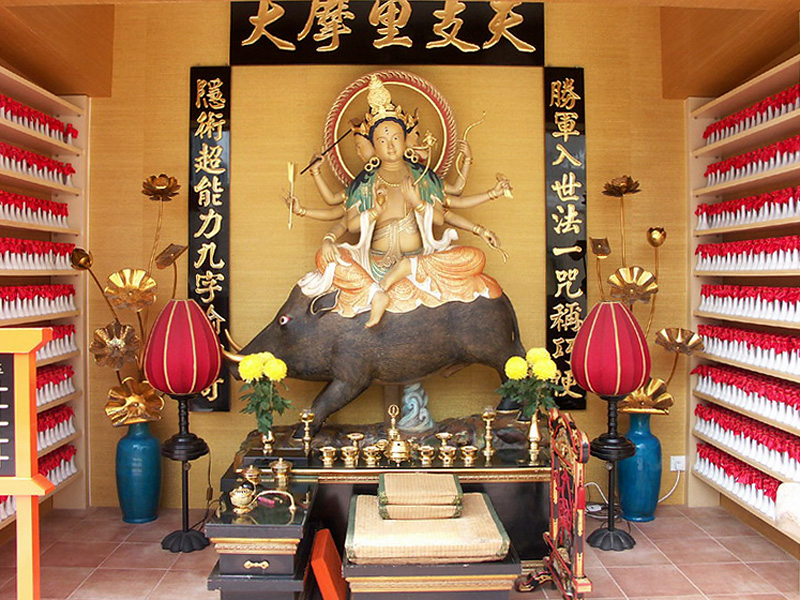
La déesse Marici dans un temple bouddhiste, à Hong Kong.

En Chine, Marīcī est à la fois honorée dans la religion taoïste et dans la tradition bouddhiste. Le plus souvent, on la représente avec trois yeux sur chacun de ses quatre visages, avec quatre bras de chaque côté de son corps. Deux de ses mains jointes, tandis que les six autres portent le soleil, la lune, l'arc et la hallebarde. Elle est également juchée sur un cochon ou une fleur de lotus. Elle est célébrée le neuvième jour du neuvième mois lunaire.

### Au Japon
Marīcī entre dans la culture japonaise au VIIIe siècle. Elle est liée à la philosophie Zen. Son rôle étant d'aider les guerriers à dépasser la notion d'intérêt, et à les détacher ainsi des choses matérielles, de la victoire ou de la défaite et même de leur propre existence. Durant la période Edo, elle est aussi considérée comme la déesse de la prospérité et du commerce, par la classe marchande.
Mais Marishiten est également la déesse de l'illusion et de l'invisibilité. En tant que telle, elle est tout particulièrement révérée par les ninja, qui récite son mantra pour acquérir son pouvoir d'invisibilité (Cf. "Bansenshûkai" (traduction d’Axel Mazuer), cahier 6, vol. 13, chap. 11, art. 2, où l'on peut voir son mantra en sanskrit dans le texte japonais. Référence : https://zupimages.net/up/22/33/rpqz.jpg ).